# 会議室

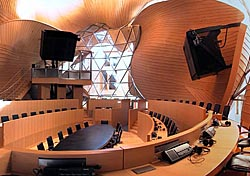
DGベルリン銀行の会議室

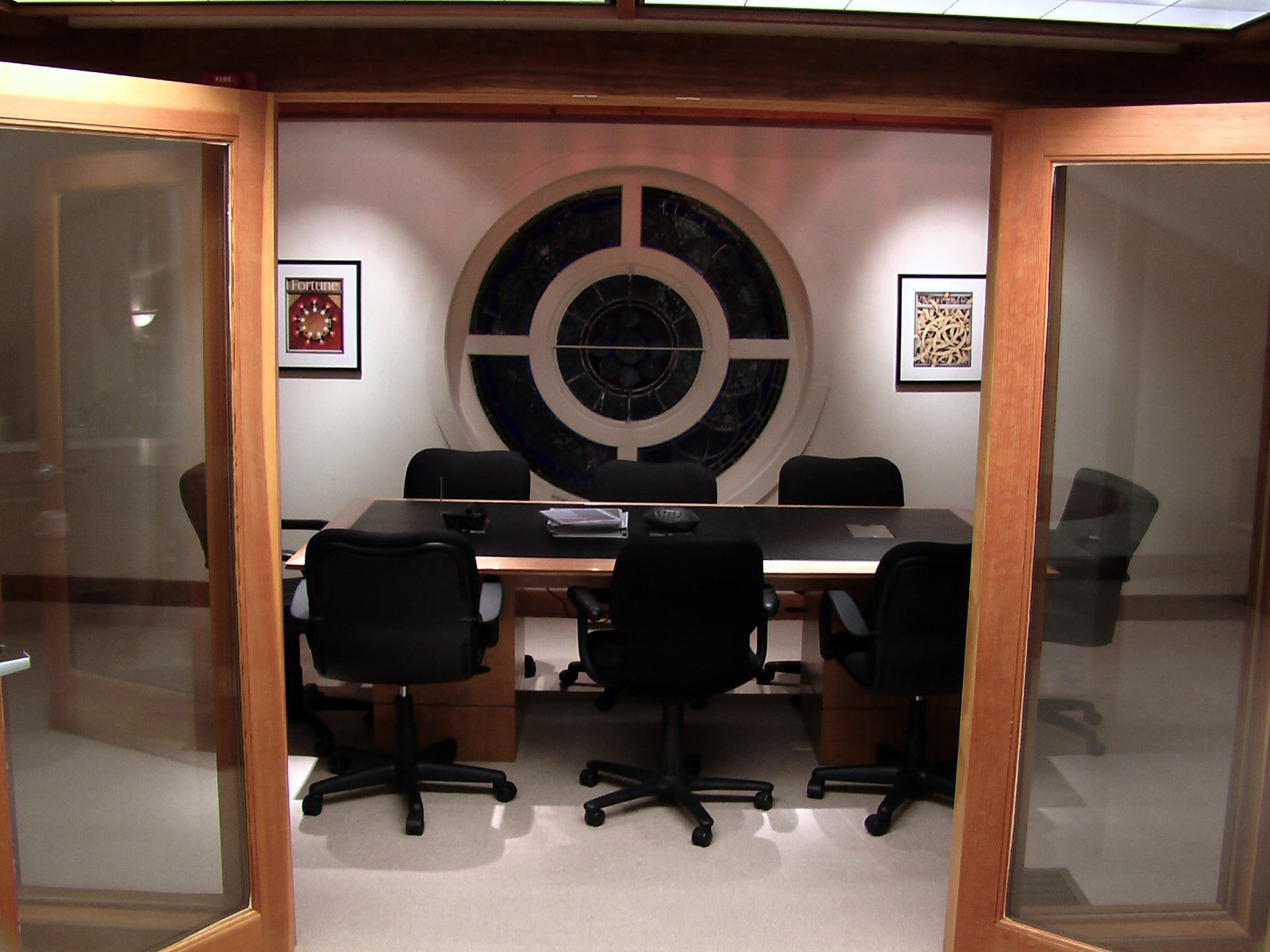
企業の商談室

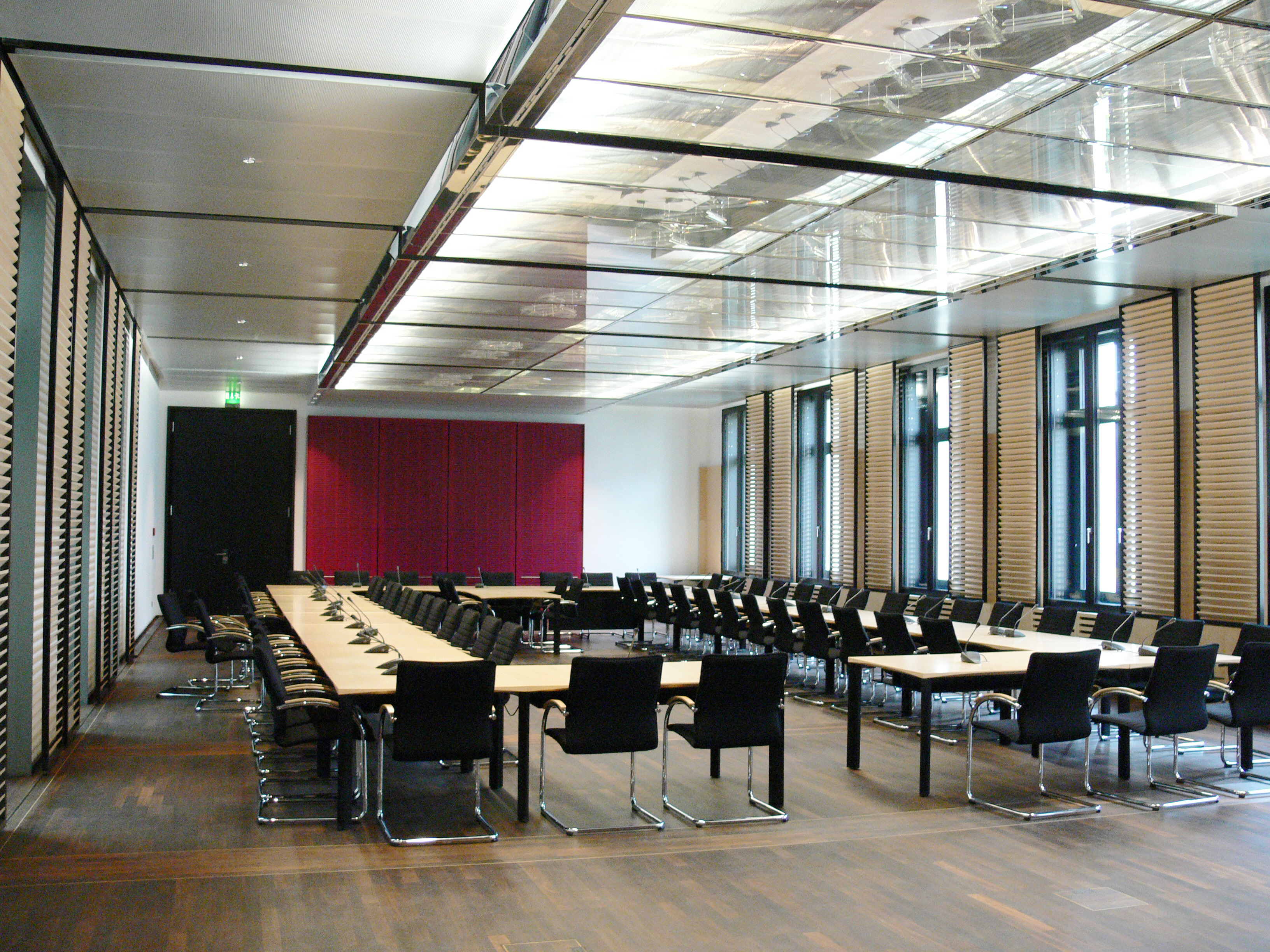
ドイツ連邦議会の特別委員会会議室

会議室（かいぎしつ、英: conference hall/カンファレンスホール、conference room/カンファレンスルーム、meeting room/ミーティングルーム）は、主に会議に使用することを目的に設置された部屋のことである。

## 概要
会議の参加者は数人から数千人まで様々である。それゆえに会議を行う場所に特に決まりはない。

一般的には、参加者全員が入ることのできる独立した部屋であることが多い。

会社や団体組織の施設の中に、専用の部屋が設けられていることが多い。

近年都心部には、会議室を貸し出す事業を行う会社があり、貸し会議室と呼ばれる。

場合によってはホテル、コンベンションセンター、コンサートホールなど、大規模且つ専用の部屋を会議に用意することがある。

近年はWeb会議の普及が欧米を中心に進んでいる。

## 設備
会議の内容や規模によってそれぞれ異なるが、ホワイトボードやプロジェクターのような機材が用意された部屋がであることが多い。

貸し会議室では、通常スタッフが、テーブル、OHP機器、照明などを準備する。

音響は施設の管理者側でセッティングするのが一般的である。

## 役員会議室
会議室のなかには役員会議室と呼ばれる会議室がある。
経営機密を保護する目的から、特に重要な意志決定を行う経営会議や重役会議には、立ち入ることのできる人間を制限した専用の会議室が用意されることがある。
入り口は役員用個室の近くや、秘書の目の届く場所にして、産業スパイなどの活動から経営機密を保護する能力を高く持たせることが多い。